# Kīkīaola

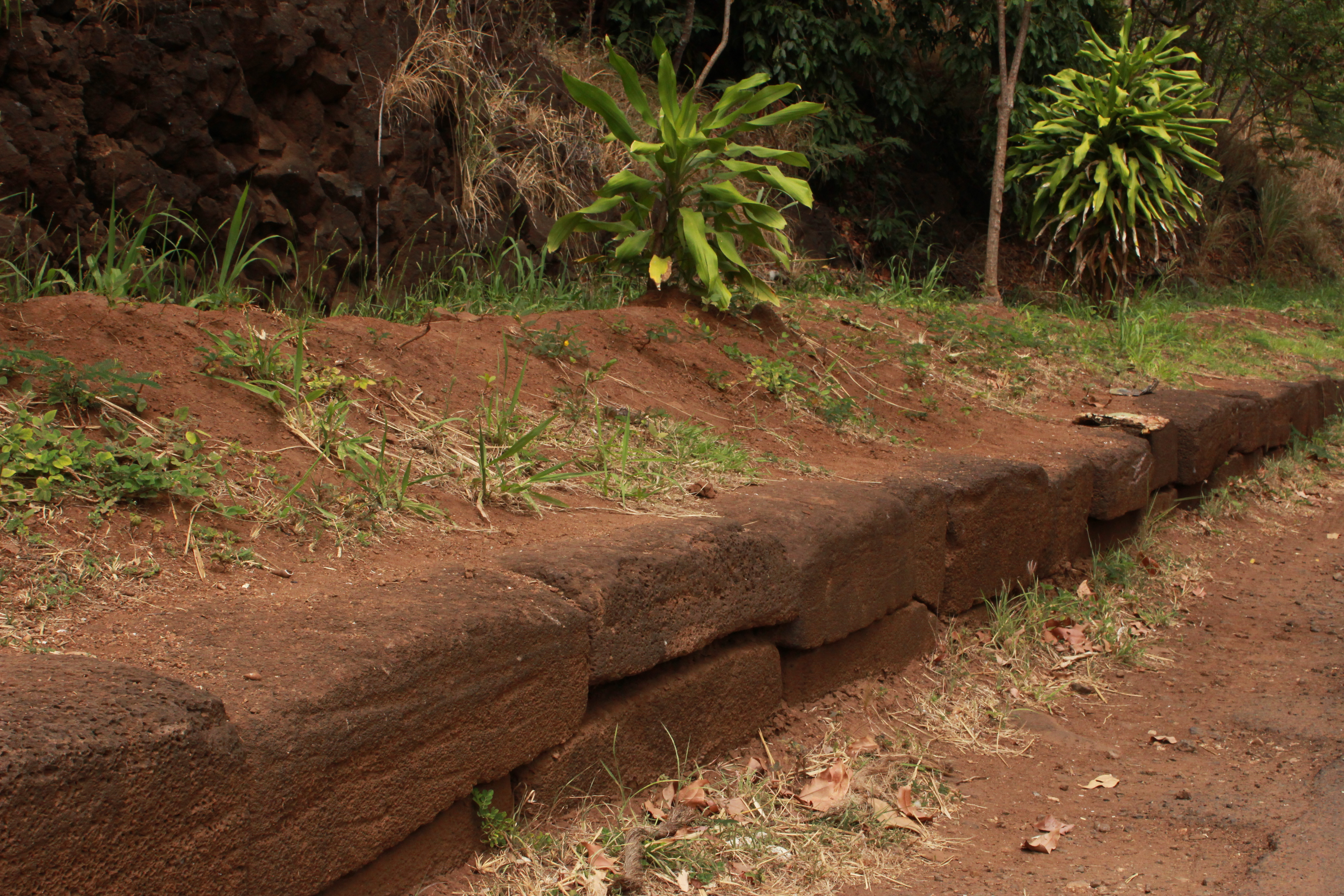
Graben mit der Steinbefestigung

Kīkīaola ist ein historischer Bewässerungsgraben (ʻauwai) in der Nähe von Waimea auf der Insel Kauaʻi im US-Bundesstaat Hawaii.
Auch bekannt als Menehune Ditch oder Peekauai Ditch, wurde die Anlage am 16. November 1984 in das National Register of Historic Places aufgenommen. Nach unbelegten Aussagen soll der Graben von der Menehune gebaut worden sein. Die Hawaiianer bauten viele von Steinen gesäumte Teiche für den Anbau von Wasserbrotwurzel (Kalo), einer der wichtigsten traditionellen Nutzpflanzen. Die zahlreichen fein geschnittenen Basaltblöcke, die sich an der Außenwand des Menehune-Grabens befinden, machen es zu einem „Höhepunkt von steingesäumten Gräben“, wie es der Archäologe Wendell C. Bennett ausdrückte. Der Standort teilt seinen Namen mit einem Hafen in der Nähe von Waimea.